# Incognito (film, 1934)
Pour plus de détails, voir Fiche technique et Distribution.
Incognito est un film français réalisé par Kurt Gerron, sorti en 1934.
Kurt Gerron, acteur et cinéaste allemand de confession juive, réalise ce film en France après avoir quitté l’Allemagne après l’arrivée des nazis au pouvoir en 1933. Tous les acteurs sont français.

## Fiche technique
- Titre : Incognito
- Réalisation : Kurt Gerron
- Scénario : Jacques Natanson et Emeric Pressburger
- Photographie : Michel Kelber
- Musique : Hans May
- Pays d'origine : France
- Format : Noir et blanc - 1,37:1 - son Mono
- Genre : Comédie
- Date de sortie : 1934

## Distribution
- Barencey
- Louis-Jacques Boucot
- Pierre Brasseur : Marcel
- Madeleine Guitty
- Margo Lion : une cliente
- Maximilienne : la dame sourde
- Renée Saint-Cyr
- Lucien Walter